# أنخيل برودينسيو
أنخيل برودينسيو (بالإسبانية: Ángel Prudencio)‏ هو لاعب كرة قدم أرجنتيني، ولد في 13 أكتوبر 1990 في فيلا ماريا في الأرجنتين. لعب مع Club y Biblioteca Ramón Santamarina ‏.

## وصلات خارجية
- أنخيل برودينسيو على موقع قاعدة بيانات كرة القدم.إي يو (الإنجليزية)
- أنخيل برودينسيو على موقع Soccerway.com (الإنجليزية)